# Crna legija
Crna legija, službenog naziva Prvi stajaći djelatni sdrug, bila je pješačka postrojba Ustaške vojnice aktivna za vrijeme Drugog svjetskog rata u Nezavisnoj Državi Hrvatskoj. Postrojba veličine brigade formirana je u rujnu 1941. te je bila sastavljena većinom od bosanskih muslimana (Bošnjaka) i Hrvata koji su pobjegli iz istočne Bosne gdje su četnici (manjim dijelom i partizani) vršili teror nad tim dijelom stanovništva. Postala je poznata po žestokim borbama protiv četnika i partizana te pokoljima nad srpskim civilima. Naziv "Crna legija" je bio nadimak koji je postrojba dobila zbog boje odora koje su njeni vojnici nosili. Zapovjednik Crne legije je bio satnik Jure Francetić, a zamjenik mu je bio poručnik Rafael Boban. Postrojba je imala od 1.000 do 1.500 pješaka. Od dijela legije krajem 1944. nastao je V. stajaći djelatni sdrug koji je također bio zvan Crnom legijom.

## Povijest
Kao službeni datum osnivanja ponekad se uzima 3. rujna 1941. iako je to u suprotnosti s nekim navodima. Službeni naziv te postrojbe je prilično nejasan pošto je u emigraciji izdano više različitih povijesnih knjiga koje se znatno razlikuju. Prema najnovijim istraživanjima, zapovjedništvo "Istočno-bosanske legije", tj. Skupine ustaških satnija Sarajevo formirano je 1. srpnja 1941. g. Osnivači postrojbe bili su satnik Jure Francetić, koji je ujedno bio i povjerenik Glavnog ustaškog stana za Bosnu, i poručnik Rafael Boban. 
Kako je prvotno planirano da najveća postrojba u Ustaškoj vojnici bude satnija, isprva je ono što će poslije postati poznato kao Crna legija bilo borbena grupa nekoliko satnija. Prvi službeni naziv bio je Grupa satnija - Sarajevo, ali je korišten i neslužbeni naziv Istočno-bosanska legija. Kasnije je po zapovjedniku uveden naziv Bojna grupa Jure Francetića. U grupi su bile sljedeće postrojbe:
- Stožerna satnija Sarajevo
- Samovozna satnija Kasindol
- Strojopuščana satnija Sarajevo
- 6. streljačka satnija, Boljanić
- 20. streljačka satnija, Bosansko Petrovo Selo
- 23. satnija, Karanovac
- 24. satnija, Tuzla, (kasnije Gračanica)
- 25. satnija, Sočkovac
- Topnička bitnica, Gračanica
- 32. streljačka satnija, Zenica (kasnije Vlasenica)
- 33. pohodna satnija, Sarajevo
- 34. pohodna satnija, Zvornik
- 35. pohodna satnija, Skelani
- 36. pohodna satnija, Sarajevo
- 39. streljačka satnija, Sokolac
- 40. streljačka satnija, Konjic
- 41. streljačka satnija, Kasindol

### Nastanak
Nakon stvaranja NDH u istočnoj Bosni buknuo je partizansko-četnički ustanak protiv vlasti NDH. Naročito su se četničke jedinice isticale u zločinima nad muslimanskim (Bošnjačkim) stanovništvom. Četnici su planirali istrijebiti muslimane kako bi taj etnički očišćen teritorij kasnije bio pripojen zamišljenoj "Velikoj Srbiji". Nakon četničkih pokolja i terora u Foči i okolnim muslimanskim selima, mnogo izbjeglica iz tih krajeva, pristiglih u Sarajevo i željnih osvete, Francetić uključuje u svoju postrojbu te ustrojavajući i III. bojnu zajedno s Rafaelom Bobanom osniva Crnu legiju kao pukovnijsku ustašku formaciju. Taj nadimak postrojba dobiva po crnoj odori, jer sukna druge boje, odnosno svjetlozelene koja je bila propisana za odore Ustaške vojnice, tada u skladištima nije bilo.
Crna legija je bila dobro opremljena, naoružana i pokretna, a izobrazbeni centar joj je bio na Koševu u Sarajevu. U početku je brojila 800 do 1200 ljudi da bi kasnije dosegla brojku od 1500 ljudi od kojih su ustrojene tri bojne. Početkom 1942. bila je opskrbljena kamionima, motociklima, s nekoliko talijanskih tenkova i baterijom brdskog topništva.

### Prve akcije
O uspješnim borbama koje je ta elitna ustaška postrojba vodila po raznim krajevima Bosne, a u početku i Hercegovine (poslije su nakon reokupacije demilitarizirane zone Talijani zabranili ustrojavanje i djelovanje ustaških postrojbi na tom području), svjedoče mnoga vojnička odličja dodijeljena njenim pripadnicima. Vojnički red "Željeznog trolista s hrastovim grančicama" bio je dodijeljen pričuvnom ustaškom natporučniku (kasnije pukovniku) Franji Sudaru "za hrabro vođenje I. bojne Crne legije u istočnoj Bosni od svibnja 1941., te u ostalim borbama kao zapovjedniku posade Nevesinja i kod Han Pieska". U prvim mjesecima 1942. Crna legija je uništila nekoliko tisuća četnika koji su palili i pljačkali istočnom Bosnom. Vodila je i mnogo uspješnih borbi s partizanskim jedinicama 1942. u zapadnoj Bosni kada su dvije bojne Crne legije pod zapovjedništvom Rafaela Bobana obranile Kupres od nekoliko partizanskih brigada. Kako je Crna legija pobjeđivala, tako su i Jure Francetić i Rafael Boban dobivali veće činove u Ustaškoj vojnici.
Kronologija akcija:
02./10. prosinca 1941.
Pokušaj čišćenja planine Ozren od partizanskih i četničkih jedinica. U selu zvanom "Mala Jugoslavija" nedaleko Usore bilo je sjedište četničke komande pod zapovjedništvom samozvanog generala Čerkeza. U akciji su osim Crne legije sudjelovale i domobranska 8. djelatna pukovnija kao i četiri ustaške bojne. Iako je akcija bila neuspješna, od jedinica NDH, u borbi se najviše istakla Crna legija. Ustanici su pretrpjeli velike gubitke, a i sam Čerkez je poginuo.
13./28. siječnja 1942.
U operaciji Romanija su osim Crne legije sudjelovale njemačka 342. i 718. pješačka divizija, talijanska divizija "Ravenna" kao i 4. i 5. domobranska divizija. Crna legija je poslana da zatvori prostor između Visokog i Vareša kako bi se spriječilo partizane u probijanju na zapad u srednju Bosnu. Sudjelovala je samo u ograničenim akcijama. Iako se operacija ne može nazvati uspješnom partizani su natjerani na planinski teren.
28./30. siječnja 1942.
Nastavak prošle operacije nazvan je "Operacija Ozren". U operaciji su sudjelovale iste jedinice kao i u prošloj. Crna legija je iskorištena kao udarna jedinica djelujući u okolici Maglaja. Operacija Ozren je bila uspješna, partizani su istjerani iz njihovih utočišta i pretrpjeli su brojne gubitke.

### Prvi preustroj
Početkom 1942. dolazi do preustroja Ustaške vojnice. Počinju se ustrojavati i bojne, pa i sdrugovi (brigade). Grupa satnija Sarajevo je 1. veljače 1942. preustrojena u I. stajaći djelatni sdrug. Sastav sdruga bio je:
- I. djelatna bojna - Podromanija. Ustrojena je u kolovozu 1941. godine od 32. pohodne satnije – Vlasenica, 36. pohodne satnije - Sarajevo, 35. pohodne satnije – Skelani. Do punog sastava je popunjena dobrovoljcima novacima. Zapovjednik je bio poručnik Rafael Boban, a zamjenik mu je bio poručnik Ivan Zebec.

- II. djelatna bojna - Sokolac. Ustrojena je u studenom 1941. godine iz djela II. djelatne bojne – Nevesinje, u koju su uključene: 34. pohodna satnija – Zvornik, 33. pohodna satnija – Sarajevo,  39. pohodna satnija – Sokolac. Zapovjednik je bio nadporučnik Franjo Sudar, a zamjenik mu je bio poručnik Eduard Crnković.

- III. djelatna bojna - Sokolac. Ustrojena je kao borbena jedinica početkom prosinca 1941 g. Sastavljena je od: djela III. djelatne bojne – Brčko, kojoj su priključene: 41. streljačka satnija – Kasindol, 40. streljačka satnija – Konjic, a ostatak je popunjen s dobrovoljcima. Zapovjednik bojne je bio bojnik Mladen Sertić, a zamjenik mu je bio poručnik Staniša Vasilj.

- XIII. djelatna bojna – Gračanica. Zapovjednik bojne bio je satnik Ivan Stier.

### Daljnje akcije
Veljača-travanj 1942.
Crna legija je djelovala samostalno protiv zaostalih četničkih grupa na Ozrenu i nije sudjelovala u planiranim velikim operacijama do 15. ožujka kada je očistila Romaniju od četnika i zauzela položaj kod Han Pijeska kako bi učvrstila istočno krilo njemačke 718. divizije. Ova operacija, koju su Nijemci zvali Trio, započele su talijanske divizije Taureneese, Pusteria i Sassari koje su htjele očistiti Crnu Goru, Sandžak i istočnu Bosnu od ustanika i primiriti taj prostor. U operaciji su sudjelovale 3. i 4. (domobranska) granična bojna kao i 8., 13. i 15. (domobranska) pješačka pukovnija. U dijelu Operacije Trio koji se odvijao na području NDH Crna legija je igrala najznačajniju ulogu i najodgovornija je za uništavanje i razbijanje 4500 četnika koji su djelovali na prostoru istočne Bosne. Nakon Han Pijeska, (dok su Talijani skupljali svoje divizije i ne čekajući odobrenja njemačkog zapovjednika), Crna legija zauzima Vlasenicu a u Žepču zatječe gotovo sve stanovništvo pobijeno od četnika. U daljnjim borbama Crna legija osvaja Miliće, Kasabu, Drinjaču, Bratunac i Srebrenicu te 9. travnja izbija na Drinu. Sljedeći dan, na samu godišnjicu proglašenja NDH, Francetić šalje Paveliću čuturicu s vodom iz Drine. Nakon osiguravanja granice prema Srbiji i završetka operacije Trio I, 24.04. Crna legija je poslana u uništavanje manjih izoliranih džepova otpora sjeverno od Foče. U operaciji Trio Nijemci su zarobili i zapovjednika svih četničkih jedinica istočne Bosne majora (bojnika) Jezdimira Dengića. Francetićev dio operacije je u ustaškom tisku bio poznat kao "Pohod na Drinu", a čitava operacija je u partizanskoj literaturi poznata kao Treća neprijateljska ofenziva. Rezultat operacije je bio drastično smanjenje broja crnogorskih i istočnobosanskih četnika i partizana te uspostava kontrole NDH nad njenom istočnom granicom, ali i masovan bijeg srpskog stanovništva istočne Bosne u Srbiju.
Svibanj 1942.
Od 5. do 12. svibnja Talijani su sudjelovali u združenim operacijama s Nijemcima protiv partizana u okolici Foče, koja je bila u talijanskoj okupacijskoj zoni. S obzirom na to da Talijani nisu dopuštali djelovanje ustaških postrojbi u njihovoj interesnoj zoni Crna legija se morala povući prije početka operacije. Taj prazan prostor su iskoristili partizani da se iz Crne Gore probiju u Hercegovinu. Francetićeva legija se povukla u prostor između Vlasenice i Srebrenice i uništavala grupe otpora gdje god ih je srela. Nakon toga I. i II. bojna su poslane preko Mostara (gdje su zamalo zarobile četničkog vojvodu Jevđevića) u Dalmaciju na područje Biokova odakle su nakon protjerivanja partizana vraćene u Sarajevo. Odande su preko Bosanskog Broda pod Francetićevim zapovjedništvom upućene u borbu s partizanima na Kozari. Ostatak legije je ostao u Sarajevu a nakon nekog vremena je upućen prema Bugojnu.
Lipanj-srpanj 1942.
Dok je većina legije bila zauzeta u prostoru Vlasenice/Srebrenice, njena rezerva je poslana iz Sarajeva na sjever gdje je sudjelovala u najvećoj antipartizanskoj operaciji 1942., Operaciji Zapadna Bosna (Operation West-Bosnien). Desetci tisuća Nijemaca, ustaša i domobrana su okupljeni početkom lipnja i poslani u planine zapadne Bosne da jednom zauvijek očiste to područje od partizana i četnika. Do kraja kolovoza ustanici su pretrpjeli odjekujući poraz i operacija je završena. Tada se odlučuje ojačati Crnu legiju, pa se započinje formiranje još pet bojni koje bi ušle u njen sastav.
28. srpnja-19. kolovoza 1942.
I. i II. bojna su pod Bobanovim zapovjedništvom poslane u obranu Kupresa koji je tada bio pod partizanskom opsadom. 600 pripadnika Crne legije je zajedno s domaćim ustaškim i domobranskim postrojbama pod zapovjedništvom pukovnika Franje Šimića gotovo mjesec dana branilo Kupres od četiri partizanske brigade. Partizani su izveli tri koncentrirana napada protiv 1500 branitelja tijekom noći 11./12. kolovoza, 14. kolovoza i 19. kolovoza. Iako su branitelji bili brojčano višestruko nadjačani grad je uspješno obranjen. Partizanski gubitci su iznosili oko 1000 mrtvih i ranjenih.

### Novi preustroj
Nakon uspješne obrane Kupresa, Glavni stožer Ustaške vojnice odlučuje formirati novi ustaški sdrug, V. stajaći djelatni zdrug. Osnova V. sdruga bile su I. i II. bojna Crne legije. Za zapovjednika V. sdruga određen je Rafael Boban. Nakon toga, sastav 1. sdruga Crne legije bio je:
- III. Djelatna bojna - Srebrenica
- XXI. Djelatna bojna - Srebrenica
- XXII. Djelatna bojna - Vlasenica
- XXIII. Djelatna bojna - Kasindol
- XXIV. Djelatna bojna - Sokolac
- XXV. Djelatna bojna - Goražde

### Ljeto 1942.
17./25. kolovoza 1942.
Nakon posljednjeg preustroja, Crna legija je upućena na prostor između Zvornika i Drinjače da uništi koncentrirane partizanske snage u brdima sjeverno od Vlasenice. Tijekom napada (Operacija Vlasenica), Crna legija je djelovala sa svojom uobičajenom žestinom protiv partizana i civila koji su im pomagali. Počinjeno je i nekoliko zločina nad nedužnim stanovništvom. Njemački časnici za vezu su preporučili svom zapovjedniku, generalu Fortneru, da raspusti Crnu legiju jer su smatrali da ti zločini samo štete njemačkim i hrvatskim interesima. Fortner se nije složio s time ali je naredio razoružavanje i hapšenje pripadnika jedne satnije Crne legije koja je samoinicijativno namjeravala napasti srpsko stanovništvo na Romaniji. Francetić je također uhićen 25. kolovoza i sljedeći dan predan lokalnim vlastima NDH s preporukom da bude ukoren zbog nekontroliranja svojih jedinica. Pavelić je odbio učiniti išta protiv Francetića i na iznenađenje generala Fortnera, 26. kolovoza imenovao Francetića zapovjednikom svih "stajaćih djelatnih sdrugova" Ustaške vojnice. 
Listopad 1942.
Nakon Francetićevog promaknuća zapovjedništvo nad Crnom legijom je preuzeo ustaški pukovnik Ivan Stipković, dotada domobranski dopukovnik koji je preveden u Ustašku vojnicu. Francetić je nakon toga pratio Pavelića u posjet hrvatskim legionarima na istočnom frontu i Adolfu Hitleru u Vinici. Početkom listopada u Operaciji Dinara, dvije bojne Crne legije, pod Francetićevim zapovjedništvom, iz Kupresa napadaju partizane u Livnu i 3. listopada oslobađaju grad.

### Smrt Jure Francetića
Nakon oslobađanja Livna i boravka na području Kalnika, Francetić je 22. prosinca letio za Gospić gdje je morao preuzeti zapovjedništvo nad operativnim područjem Lika. Zrakoplov mu je morao prisilno sletjeti zbog kvara (postoje teorije o sabotaži) u blizini sela Moćile nedaleko od Slunja. Francetića i njegovog pilota su odmah uhvatili partizani, ali ih nisu mogli obraniti od seljaka koji su ih izboli vilama i roguljama[24]. Teško ranjen Francetić je bio prebačen u partizansku bolnicu gdje su mu kirurzi pokušali spasiti život da bi ga zamijenili za 100 jasenovačkih logoraša, ali nisu u tome uspjeli[25]. Francetić je umro 27. prosinca 1942. godine.

### 1943. – 1945.
Do kraja 1942. Crna legija čisti Romaniju i Podromaniju. Na početku 1943. dio legije se borio u operaciji Weiss II dok je manji dio sudjelovao u višemjesečnim borbama s četnicima i partizanima duž Drine. U drugoj polovici lipnja 1943. legija je pretrpjela velike gubitke od partizanske operativne grupe koja se probila u istočnu Bosnu nakon neuspjeha operacije Schwarz. Legija je izgubila nekoliko mjesta i sljedećih mjeseci vodila mnoge teške borbe s četnicima i partizanima. Do kolovoza broj vojnika se dodatno smanjio jer su XXIII. i XXVIII. bojna odvojene radi formiranja 13. SS divizije "Handžar".
Nakon pogibije pukovnika Stipkovića u napadu na XXII. bojnu 30. kolovoza 1943. zapovjedništvo preuzima bojnik Milan Šulentić, dotadašnji zapovjednik IV. stajaćeg djelatnog zdruga. Nakon samo četiri dana zapovijedanja Šulentić pogiba u partizanskoj zasjedi 3. rujna te novi zapovjednik legije postaje bojnik Franjo Sudar. Sudar je reorganizirao zdrug i ponovno od njega napravio prvorazrednu jedinicu. Tijekom prosinca 1943. legija je sudjelovala u operaciji Kugelblitz. U srpnju 1944. vodila je uspješne borbe oko Srebrenice i zajedno s Nijemcima vodila proboj do Zvornika koji je bio pod opsadom. 
Nakon borbi kod Kiseljaka i Busovače pred kraj 1944., te posljednjeg preustroja oružanih snaga NDH u jedinstvene Hrvatske oružane snage, legija ulazi u sastav 8. hrvatske divizije kojoj je zapovjednik bio general Roman Domanik. U siječnju 1945. počinje s pothvatom VICTORIA. U ožujku vodi teške borbe za Ivan Sedlo. Prilikom povlačenja snaga NDH iz Sarajeva u travnju 1945. legija je služila kao zaštitnica. Ostatci legije su 09. travnja stigli u Zagreb.

### Kraj
U svibnju 1945. Crna legija se povlačila zajedno s ostalim snagama HOS-a u Austriju. Dio vojnika se kod Bleiburga dio uspio probiti u sigurnost. Oni koji su se predali partizanima nisu mogli očekivati milost pobjednika. U svibnju 1945., na Križnom putu, barem 120 pripadnika Crne legije je likvidirano kod Siska. Vojnici Crne legije koji su ostali u Hrvatskoj i nisu položili oružje su pod imenom Križari vodili gerilske borbe protiv jugoslavenskih komunističkih vlasti.
U čast Jure Francetića i Rafaela Bobana ispjevana je pjesma "Evo zore, evo dana".